# Hubert Degex
Hubert Degex (eigentlich Hubert Metzger, * 1929 in Paris; † 6. November 2021) war ein französischer Jazz- und Unterhaltungsmusiker (Piano), der sich auch als Filmkomponist hervortat.

## Leben und Wirken
Degex spielte 1949 in der Band von Jerry Mengo. In den folgenden Jahren arbeitete er mit dem Produzenten Gilles Margaritis; 1957 legte er bei RCA die EP „Daisy, Crazy Daisy“  vor.  Des Weiteren leitete er eigene Ensembles wie Hubert Degex et sa Grande Formation und Hubert Degex et son Orchestre, mit denen Plattenaufnahmen entstanden, u. a. mit Odette Laure (Zizi la Torpille), Jean-Claude Darnal („La taxi girl“) und Petula Clark (Tête à tête avec Petula Clark). 1964 legte er mit Jean-Eddie Crémier das Album Valses D'aujourd’hui (RCA Victor) vor. 1965 wurde er Begleitpianist des Vokalquartetts Les Frères Jacques; bis 1983 war er dort engagiert. Degex betätigte sich auch als Filmkomponist; so arbeitete er für Pierre Armand (À rebrousse-poil, (1961), Les mordus de Paris, 1965) und Jean-Loup Hubert (Die schöne Lili, 1991). Degex starb im November 2021 im Alter von 92 Jahren.

## Diskographische Hinweise
- Hubert Degex: Charleston à gogo
- Les Frères Jacques: Marie Scandale (Philips, 1967, EP)